# Duranovići
Duranovići su naselje u općini Hadžići, Federacija BiH, BiH.

## Stanovništvo
Nacionalni sastav stanovništva 1991. godine, bio je sljedeći:
ukupno: 159
- Bošnjaci - 157 (98,74%)
- Srbi - 2 (1,26%)